# Tourisme à Tbilissi
 (juin 2024).
 (juin 2024).
 (juin 2024).
 (juin 2024).
La mise en forme du texte ne suit pas les recommandations de Wikipédia : il faut le « wikifier ».
Les points d'amélioration suivants sont les cas les plus fréquents. Le détail des points à revoir est peut-être précisé sur la page de discussion.
- Les titres sont pré-formatés par le logiciel. Ils ne sont ni en capitales, ni en gras.
- Le texte ne doit pas être écrit en capitales (les noms de famille non plus), ni en gras, ni en italique, ni en « petit »…
- Le gras n'est utilisé que pour surligner le titre de l'article dans l'introduction, une seule fois.
- L'italique est rarement utilisé : mots en langue étrangère, titres d'œuvres, noms de bateaux, etc.
- Les citations ne sont pas en italique mais en corps de texte normal. Elles sont entourées par des guillemets français : « et ».
- Les listes à puces sont à éviter, des paragraphes rédigés étant largement préférés. Les tableaux sont à réserver à la présentation de données structurées (résultats, etc.).
- Les appels de note de bas de page (petits chiffres en exposant, introduits par l'outil «  Source ») sont à placer entre la fin de phrase et le point final[comme ça].
- Les liens internes (vers d'autres articles de Wikipédia) sont à choisir avec parcimonie. Créez des liens vers des articles approfondissant le sujet. Les termes génériques sans rapport avec le sujet sont à éviter, ainsi que les répétitions de liens vers un même terme.
- Les liens externes sont à placer uniquement dans une section « Liens externes », à la fin de l'article. Ces liens sont à choisir avec parcimonie suivant les règles définies. Si un lien sert de source à l'article, son insertion dans le texte est à faire par les notes de bas de page.
- La présentation des références doit suivre les conventions bibliographiques. Il est recommandé d'utiliser les modèles {{Ouvrage}}, {{Chapitre}}, {{Article}}, {{Lien web}} et/ou {{Bibliographie}}. Le mode d'édition visuel peut mettre en forme automatiquement les références.
- Insérer une infobox (cadre d'informations à droite) n'est pas obligatoire pour parachever la mise en page.

Pour une aide détaillée, merci de consulter Aide:Wikification.
Si vous pensez que ces points ont été résolus, vous pouvez retirer ce bandeau et améliorer la mise en forme d'un autre article.
 (janvier 2018).

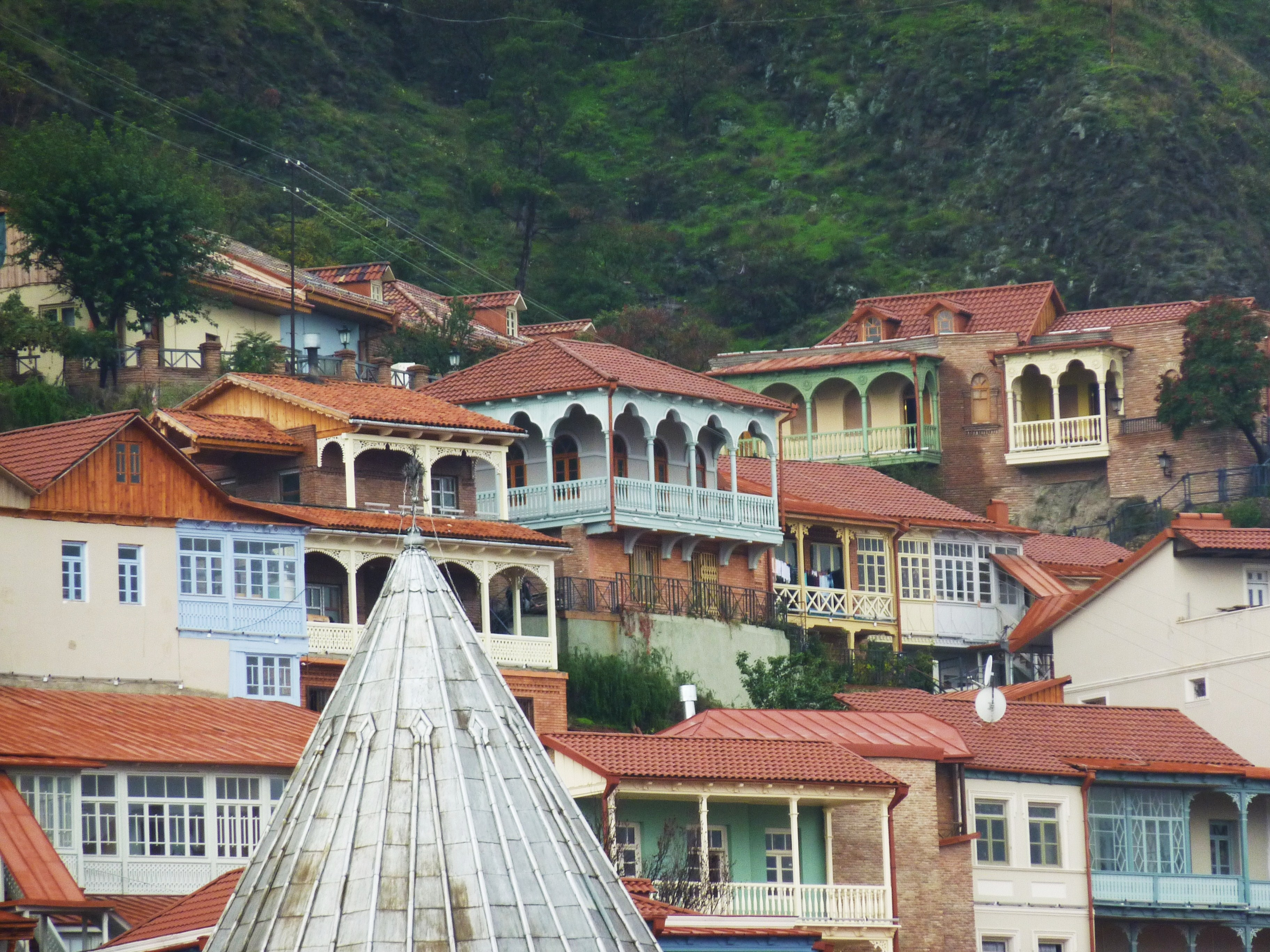
Des balcons de bois, dans la vieille ville de Tbilissi

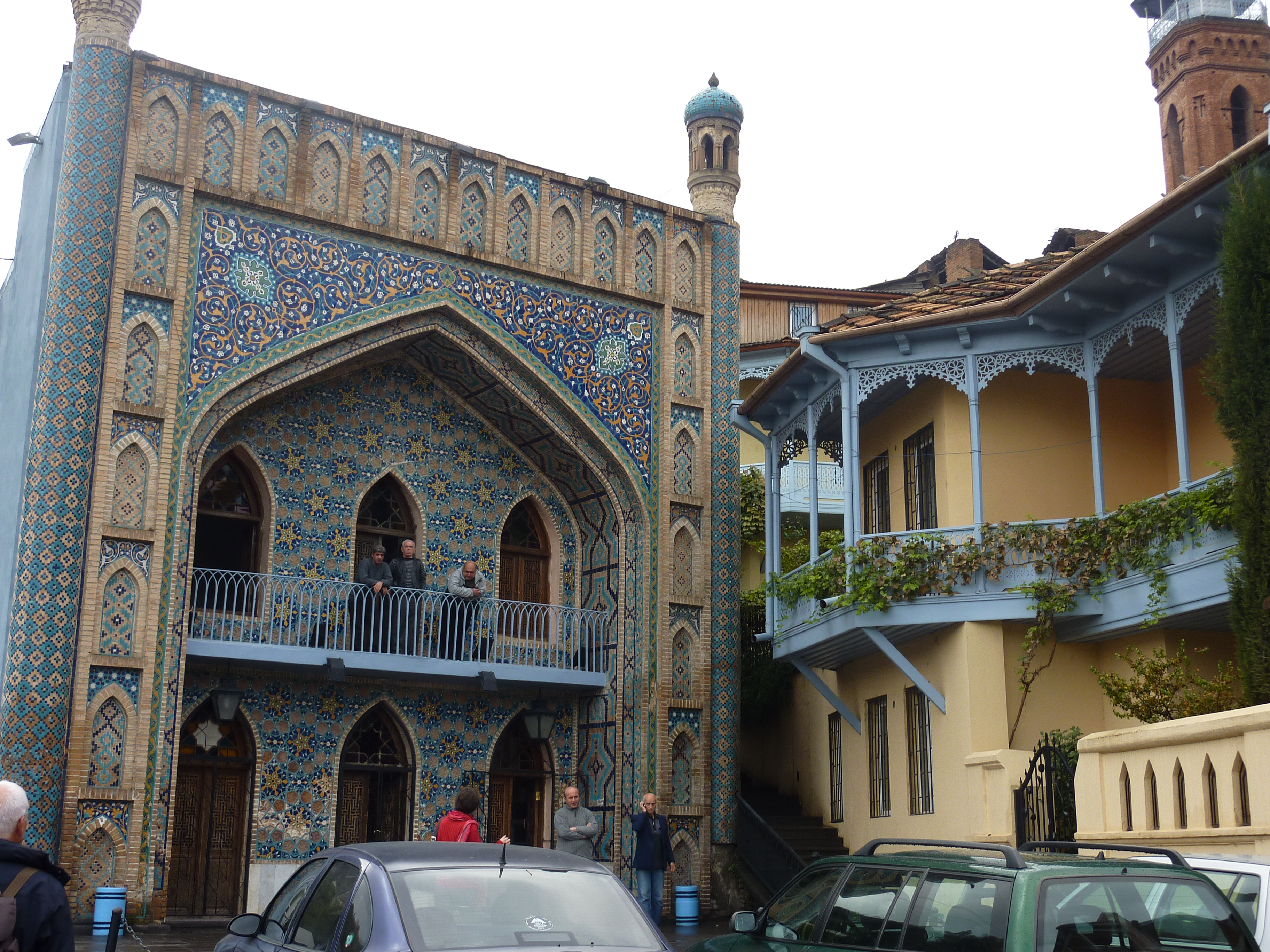
Les bains Orbeliani à Tbilissi

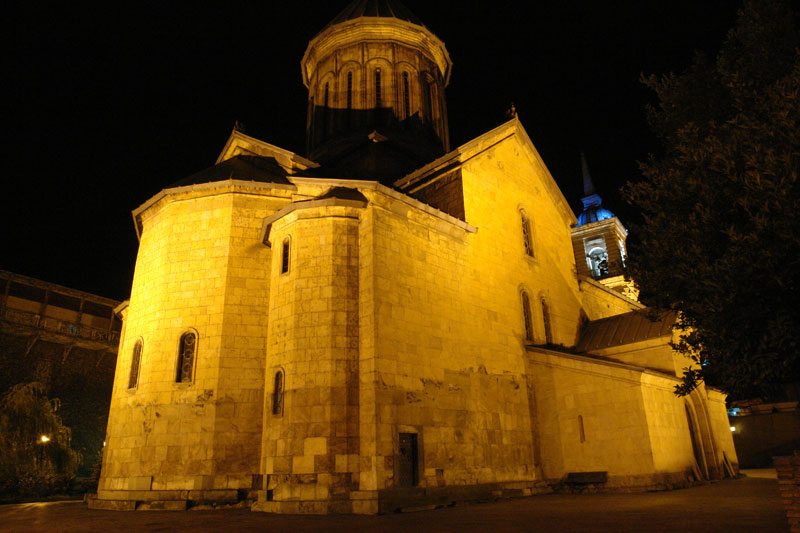
La cathédrale de Sion à Tbilissi

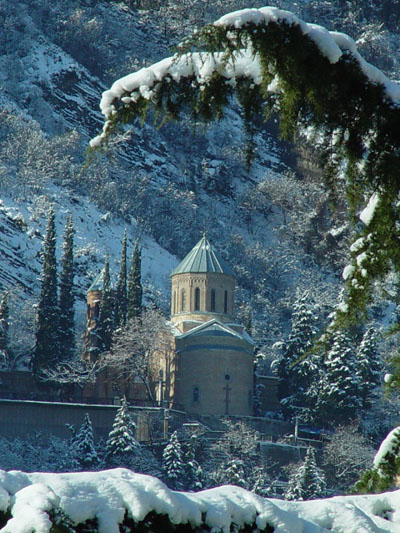
Le panthéon de Mtastsminda à Tbilissi

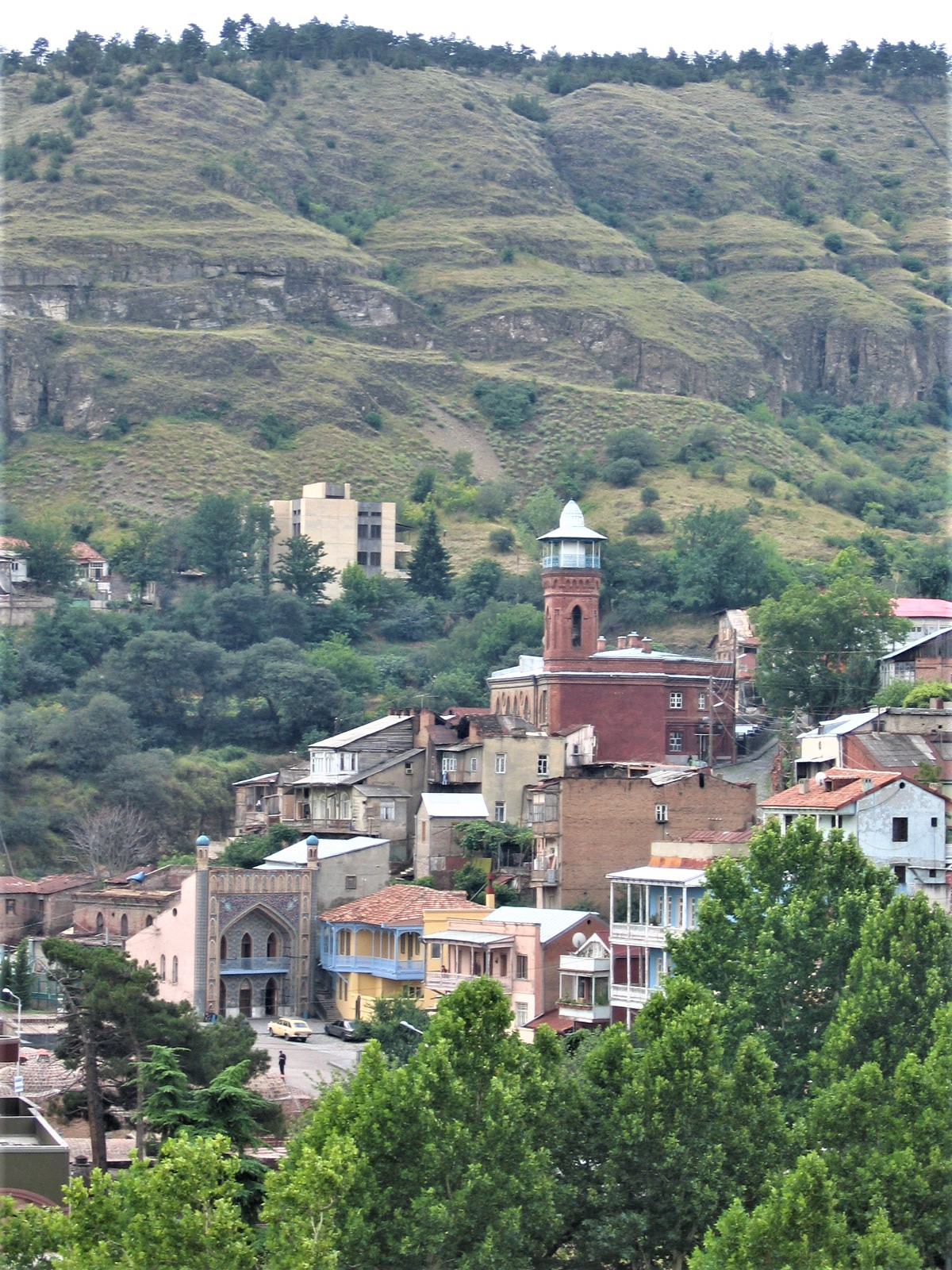
La mosquée chiite de Tbilissi

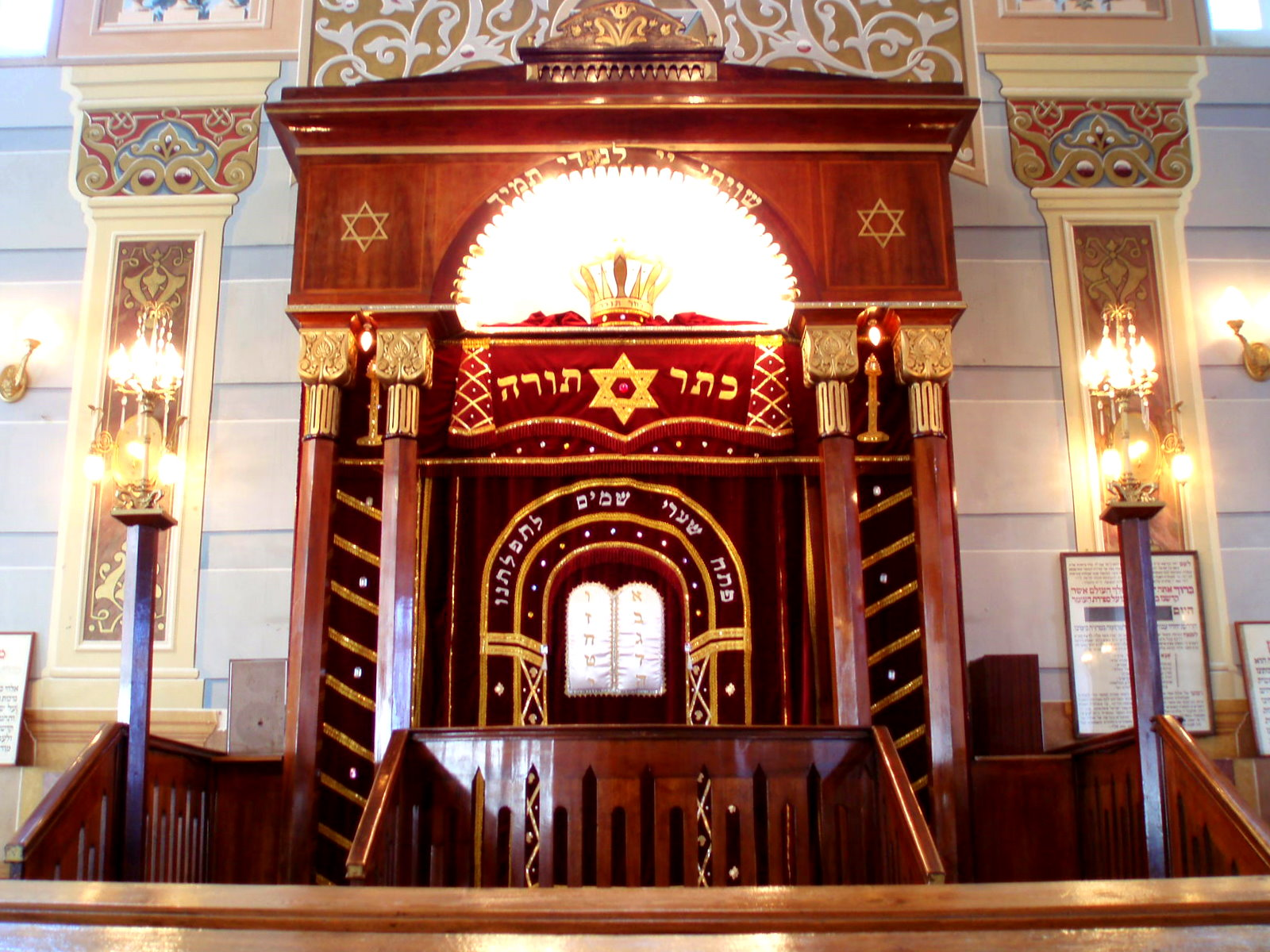
La grande synagogue de Tbilissi

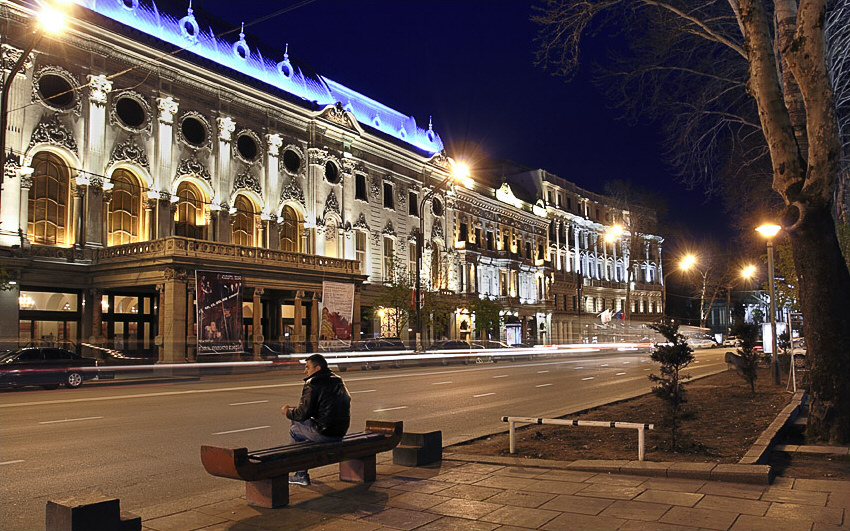
Le théâtre national Roustavéli à Tbilissi

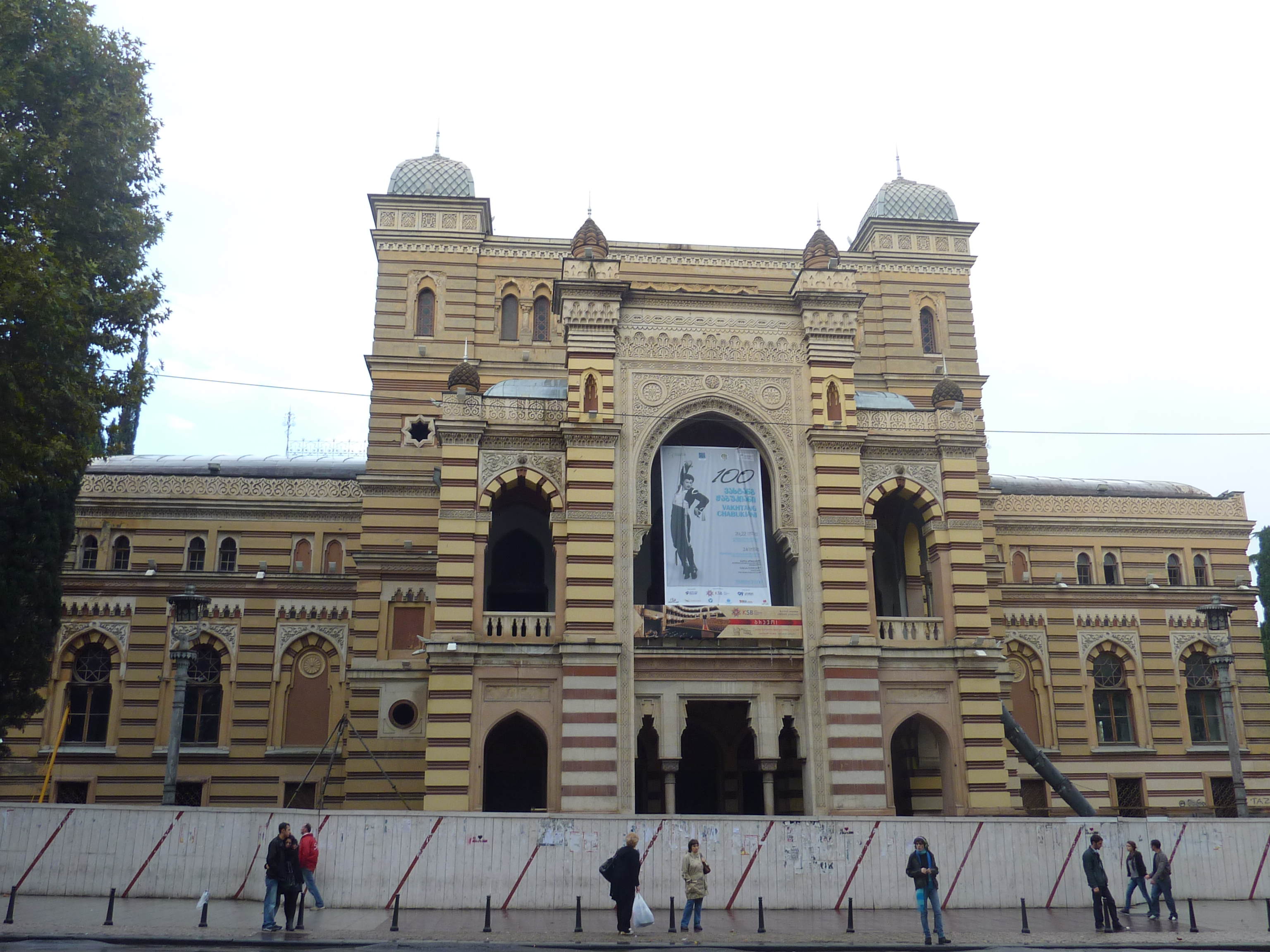
L'opéra de Tbilissi

Le tourisme à Tbilissi constitue l'un des atouts majeurs du tourisme en Géorgie. La métropole caucasienne, appelée Tiflis dans la plupart des langues jusque dans les années 1930, enjambe le fleuve Mtkvari (Koura en langue russe), et est située à un carrefour de communication, orienté d'une part Est-Ouest entre l'Asie et l'Europe, et d'autre part Nord-Sud entre la Russie et l'Iran ; cette situation stratégique lui a valu heurs et malheurs lors des invasions étrangères, mais lui a aussi valu des développements commerciaux et culturels exceptionnels — multi-millénaires — qui imprègnent la vieille ville et constituent une base d'intérêt pour le tourisme contemporain. La partie moderne de la capitale géorgienne, reconstruite depuis une vingtaine d'années[évasif], constitue une autre base d'intérêt touristique ; le nouvel aéroport[évasif] demeure le point d'entrée aérien principal du tourisme en Géorgie, malgré l'essor de Koutaïssi où réside désormais le Parlement et surtout Batoumi sur la mer Noire.

## Généralités
- La plupart des désignations (russes) et des signalisations d'avant 1990 ont été remplacées par des appellations géorgiennes :
- Liste de musées à Tbilissi (en)[1]
- Lieux de culte reconnus (à établir)[2] :
  - églises orthodoxes géorgiennes : Basilique d'Antchiskhati, Cathédrale de la Trinité de Tbilissi (Sameba), Église Saint-Georges-de-Kachvéti, Monastère bleu, Métékhi, Cathédrale Sioni,
  - Liste d'églises arméniennes à Tbilissi (en) (18, à ce jour, mais la plupart ont été reconverties par géorgisation),
  - églises catholiques romaines : Cathédrale de l'Assomption de la Vierge Marie (en), Église saints Pierre et Paul (en),
  - église orthodoxe russe Alexandre Nevski (1980-1990 environ), avec office en slavon, et reprenant le nom de l'ancienne Cathédrale Alexandre Nevski de Tbilissi (en) détruite en 1930,
  - mosquée[3],
  - Grande synagogue de Tbilissi,
  - Atechgah (ruines de temple zoroastrien),
  - temple (2015) et centre culturel yézidi Sultan Ezid (en)[4], à Varketili,
- Liste des stations de métro à Tbilissi (en),
- Liste des cinémas : Akhmeteli, Amirani, Roustaveli, Sakartvelo,
- Liste de salles de théâtre
  - rive droite : Griboedov Russian State Theatre (Roustavéli, 2), Independant Theatre (Roustaveli, 2), Rustaveli Theatre (Roustavéli, 17), Nabadi Georgian Folklore Theatre ou Rustaveli 19 (Roustavéli, 19), Opéra (Roustavéli, 25), Georgian State Pantomime Theatre (Roustavéli, 37), Gabriadze Theatre (Gabriadze, 13), Royal District Theatre (Abesadze, 10), Iliauni Theatre (Chavchavadze, 32),
  - rive gauche : Marjanishvili State Academic Theatre (Marjanashvili, 8), (Nodar Dumbadze Professional State) Youth Theatre (Agmachenebeli, 99), Tumanishvili Film Actors Theatre (Agmachenebeli, 164), V. Abashidze State Music and Dramatic State Theatre (Agmachenebeli, 182), Kakha Bakuradzes Movement Theatre (Agmachenebeli, 184, Moushtaïdi Park), Akhmeteli State Dramatic Theatre (métro Akhmeteli), Metekhi Theatre of Georgian National Ballet (Balanchivadze, 69),
- Conservatoire d'État de Tbilissi (1917) ou Tbilisi V. Sarajishvili State Conservatory (Griboiedov, 8)[5],
- Street art en Géorgie, et particulièrement à Tbilissi[6], pour le meilleur et pour le pire...[pourquoi ?]

Le grand centre-ville dispose de spécificités locales :
- par dizaines : musiciens de rue, passages souterrains, statues dans les lieux publics, bus MAN bleus,
- par centaines[réf. nécessaire] : mendiants (généralement vieilles personnes sans la moindre ressource), bouquinistes, salons de massage, églises orthodoxes géorgiennes (neuves), bus et minibus ukrainiens jaunes,
- par milliers[réf. nécessaire] : boulangers, restauration rapide, petits revendeurs (fruits, légumes, fleurs, cierges, etc.), parqueurs, taxis, agences bancaires, terminaux de paiement de rue (PayBox), bureaux de change...

## Quartiers
Les lieux les plus visités peuvent tous être guidés, souvent à partir :
- du Tbilissi Tourism Information Center, Parc Pouchkine ou Square de la Liberté, nombreux guides à disposition,
- des diverses agences,
- des particuliers bienveillants et désintéressés.

### Vieille ville
La vieille ville a beaucoup souffert des attaques, sacs, sièges, prises, occupations, incendies, mais aussi inondations et tremblements de terre (dont celui de 2002). De très nombreux bâtiments sont encore (en 2018) sinistrés et à reconstruire.
Il ne reste presque aucun bâtiment d'origine, majoritairement à base de bois et torchis : tout a été au cours des siècles rebâti plusieurs fois, y compris les édifices réputés solides, comme les édifices religieux. De plus, depuis 1990, se sont développés les locaux commerciaux, boutiques de souvenirs, restaurants, bars, etc.

#### Rive droite
- Dzveli Kalaki (Vieille ville), ou Vieux Tbilissi (en), à l'intérieur de murailles, avec une architecture traditionnelle en bois [7],
  - Kvémo Kalaki (Ville basse), ancien quartier cosmopolite, de Méidan (près du pont Métékhi) à la place du Pain et à la place Goudiachvili (en),
    - rue Baratachvili, ancien mur de la ville (avec balcons), statue de l'allumeur de réverbères, wagon de tramway,
    - rues Sioni, Jean Chardin, Bambis Rigi (passage du coton), Rkinis Rigi (passage du métal), Hovhannès Toumanian
    - rues Sayat Nova, de Jérusalem, Abovian,
    - Grande synagogue, église Djvaris Mama, église Norachen,
    - Basilique d'Antchiskhati,
    - Cathédrale Sioni (de l'Assomption, 480 ?, 1122)[8], Musée Karvasia,
    - statue du tamada (en), wagon de tramway,
    - Musée d'Histoire de Tbilissi (modèles réduits de maisons d'antan), dans un caravansérail 1880,
    - églises de Moghnini, synagogue ronde,
    - cathédrale arménienne Sourp Kévork (Saint-Georges, 1251),

  - Zémo Kalaki (Ville haute, plus au nord), ancien quartier royal et géorgien, place et rue Irakli II,
    - rue Leselidze, avec divers caravansérails, dont un de la route de la soie (refait vers 1880 en architecture métallique), musée,
    - rues Abesadze, Ivéria,
    - église catholique, dite Cathédrale de l'Assomption de la Vierge (en),
    - église Sourp Nichan, Basilique d'Antchiskhati Sainte-Marie,
    - théâtre de marionnettes de Rézo Gabriadzé, tour penchée,
    - patriarcat, palais du Patriarche, église Saint-Georges,

  - Sololaki, extension (XIXe siècle), sur l'emplacement d'une partie des anciens jardins royaux, quartier de villégiature,
    - rue Dadiani, rue Lermontov, place Goudiachvili (en), rue Assatani,
    - Musée David Baazov des Juifs de Géorgie (en),
    - Musée d'état des arts appliqués de Géorgie,
    - Royal District Théâtre[9] (10, Abesadze),

  - Kldis-oubani, ou Bétlémis Oubani, ou District du Rocher, sous la forteresse, rues et ruelles en pente forte, escaliers,
    - rue Orpiri,
    - église Kvémo Bethléem (ou Bethléem du bas (en)), église Bethléem du haut (en), Atechgah (ancien temple du feu zoroastrien), église Tsminda Guiorgui,
    - Botanikouri k. (rue Botanique), mosquée (1864),

  - Abanot-oubani, ou Ortachala, quartier des bains, sources d'eau chaude sulfureuse,
    - ruisseau Leghvta encaissé, chute, promenade[10], jardin apprécié pour les photos de mariage,
    - quai Vakhtang Gorgasali (vers Ortachala, et autoroutes 4 et 6),

  - Forteresse Narikala par le funiculaire (depuis le parc Riké, ou non), puis église Saint-Nicolas[11], colline de Sololaki,
    - statue de Kartlis Deda (la Mère de la Géorgie),
    - Jardin botanique de Tbilissi[12] (128 ha),

#### Rive gauche
- Métékhi, rive gauche de la Koura/Mtkvari, en falaise, par le pont Métékhi :
  - place de l'Europe, hôtels, restaurants, guesthouses,
  - palais de la Reine Daredjane (1784), épouse de Héraclius II (roi de Géorgie), partiellement restauré,
    - église et couvent de la Transfiguration (Péritsvaléba),

  - traces d'ancien palais royal, détruit par les Mongols en 1235, devenu prison (1819-1935),
  - chapelle Saint-Dodo, église du prophète Saint-David,
  - église perchée de l'Assomption de Métékhi (1289),
  - statue équestre du roi Vakhtang Ier d'Ibérie également nommé saint Vakhtang Gorgasali (1961),
  - plus au nord et en amont, Parc Riké (face au Pont de la Paix), fontaines dansantes, Music Theatre and Exhibition Hall (2015)[13],
- Avlabari, ancien quartier arménien Havlabar, ou Grouzinian (selon le premier guide de Karl Baedeker) :
  - église arménienne effondrée, église Sourp Kévork (Saint-Georges) d'Etchmiadzine,
  - théâtre arménien Petros Adamian, boutique Ararat,
  - sur la colline, cathédrale orthodoxe Saméba ou Cathédrale de la Trinité de Tbilissi (2006), monastère Tabori,
  - cimetière arménien de Tbilissi, Panthéon arménien,
  - monument aux personnages du film Mimino, près de la station de métro, de la place Avlabari, et du passage piéton aérien,

### Ville neuve
Au 19e siècle, l'attractivité augmente, les activités aussi. La population s'accroît assez régulièrement : 1800 : 20 000, 1900 : 160 000, 1913 : 327 800. De nouvelles zones s'urbanisent, de style éclectique européen, principalement germano-russe.

#### Rive droite

##### Roustaveli
Le grand quartier de Roustavéli de la rive droite, ou (autrefois) quartier russe (1800-1900), d'esprit hausmannien,
- Roustavéli : Roustavélis moedani ou Shota Rustaveli (du poète Chota Roustavéli), avenue de prestige,
  - entre Tavisouplébis Moédani (Place de la Liberté) ou Place Centrale, Place des Héros et Place de la Révolution des Roses,
  - Place de la Liberté ou Tawisuplebis Moedani, Hôtel de Ville (Méiria, 1882),
    - au nord, fontaine et petite statue de Pouchkine,
    - le Monument de la Liberté est, sur sa grande colonne, la statue centrale de Saint-Georges terrassant le dragon (2006)[14], de Zourab Tsereteli, en bronze recouvert d'or, suscitant des interprétations divergentes,

  - grands hôtels, dont Radisson Blu Ivéria, Marriott,
  - parc de la Première République de Géorgie,
  - nombreux passages souterrains à petits commerces, arcades,
  - ancien Parlement, Chancellerie d'État, Palais de Justice, Cour Suprême,
  - Académie des Sciences,
  - Conservatoire d'État de Tbilissi[15], lieu de concerts et récitals, rue Griboiedov,
  - ministères (Justice, Énergie, Culture, Affaires étrangères),
  - ambassades et consulats (Finlande, France, Italie, Pologne),
  - Musée de Géorgie Simon Janashia, ou Musée national de Géorgie (Roustavéli av. 3),
  - Art Museum of Georgia, ou Musée des Beaux-Arts Aminarachvili (l'accès au trésor exigerait une visite guidée),
  - National Gallery (en restructuration en 2018 : accès impossible aux collections qadjar et occidentales)[16], voir l'entrée suivante,
  - Dimitri Shevarnadze National Gallery : tableaux de Niko Pirosmanashvili, David Kabakadze, Lado Gudiashvili, expositions temporaires,
  - (Shalva Amiranashvili) Museum of Fine Art (Gudiashvili, 1)[17],
  - Bibliothèque Nationale du Parlement de Géorgie (Gudiashvili, 3)[18], avec un bâtiment annexe (médiathèques distinctes, relevant des différentes institutions francophone[19], germanophone, italophone), (Gudiashvili, 7),
  - Museum of Modern Art Zurab Tsereteli [20](Rustavéli, 58), art moderne du seul Zourab Tsereteli,
  - galerie commerciale Galleria Tbilisi (septembre 2017, Goodwill, H&M, etc.), jouxtant la station de métro Liberty Square,
    - Théâtre Griboïedov, ou A. Griboedov Russian State Drama Theatre[21],[22],

  - Théâtre Nabadi (no 19), Théâtre de Pantomime (no 37), Théâtre Sardapi (no 42),
  - Palais des enfants, Galerie Bleue,
  - Église Sumpina, église Saint-Georges de K(v)ashvéti, église Saint-Mikhaïl-Tveskoy,
  - Théâtre national Roustavéli (1901), Opéra (Théâtre d'opéra et de ballet Zakariab Paliachvili, Conservatoire national Vano Saradjichvili (1904),
- en contrebas, vers le fleuve :
  - divers parcs ou jardins : parc Pouchkine, parc Alexandre, parc du 9-Avril, jardins Léonidzé, place Orbéliani (zone de travaux),
  - Carrefour Market, marché aux fleurs (provisoire),
  - marché aux puces entre le Pont-Sec (Mshrali Khidi) et le pont de Saarbrücken,
  - grande partie entre Pont Sec et passerelle du Public Service Hall, en rénovation d'envergure,
  - en bord de fleuve : Pont de la Paix (2010), passerelle piétonnière entre Roustavéli et Mardanichvili, vers le Parc Riké (et ses fontaines dansantes), parc Dedaena, parc du 9 mars
  - Public Service Hall[23],[24]

##### Mtatsminda
Mtatsminda, montagne sacrée, de Saint David, au nord de Roustavéli (rue du 9 avril), en s'éloignant de la rivière Mtkvari, rive droite, accessible surtout par funiculaire (réhabilité en 2012),
- Panthéon de Mtatsminda, panthéon national géorgien, accessible à pied ou en voiture (pente à 25%), ou en funiculaire,
- Parc Mtatsminda, accessible à pied, en voiture, en bus (90, Parc du 9 avril), ou en funiculaire (725 m. d'altitude, et 400 mètres de dénivelé),
  - panorama, restaurant(s), salle de cérémonie, Wedding Hall, bars à vin..., idéal pour l'après-midi en été,
  - parc d'attractions (2007) avec une cinquantaine d'attractions ou manèges, grande roue, dinosaures, tir...), arbres à souhaits,
  - tour de télévision,
- église Sainte-Nino, église Saint-Michel, église Mama Daviti (Père David), (église Saint-Pantelemeion), église Mikhail de Tver (Mikhail Tvereli Church),
- tour de télévision,

##### Vera
Le quartier de Véra ou Véré : rive droite, à l'ouest de Roustavéli, au sud de la Place des Héros, résidentiel, universitaire :
- Parc de Véra (ancien cimetière arménien), Palais des Échecs, monastère Lurji (bleu), église Saint-André, église russe Saint-Jean-le-Théologue),
- Philharmonium ou Philharmonie ou (Tbilissi) Concert Hall (1971),
- piscine Laguna vere,
- cirque (en déréliction),
- Square des Héros, très grande sculpture minérale (illuminée la nuit),
- maison-musée du peintre Eléné Mélikichvili,
- Université Nationale, Goethe Institut[25],
- ambassades et consulats (Chine, Suède), cimetière de Véra,
- parc zoologique, ou Zoo de Tbilissi, créé en 1927, sinistré lors de la grande inondation de 2015).

##### Vake
Le quartier de Vaké : rive droite, en hauteur, à l'ouest de Véra, résidentiel et universitaire :
- vallée de la Véra (qui sépare de Sabourtalo), parc Mziouri, Jardin Mrgvali Bagh (Round Garden), Parc Gegeshidze ou Jardin Gamsakhoura,
  - La grande inondation de 2015 a ravagé particulièrement ce quartier, et celui de Sabourtalo, dont le zoo,
- parc arboré (avec statues) de la Tbilisi State University (TSU), église David Aghmashenebeli, Oni Actors Theatre,
- avenue Ilia Tchavtchavazé, rue Zakaria Palachvili, rue Abachidzé, rue Tabidzé, rue de Mshkhéta,
- ambassades ou consulats (Belgique, Espagne, Grèce, Philippines, Saint-Marin, Tchéquie, Turquie), écoles, universités,
  - Tbilisi Yunus Emre Turkish Cultural Centre, Vak Basement Theatre,
  - Robert Schuman European School, École française du Caucase,
- magasins, restaurants, Ikéa,
- parc Mziouri, parc Mrgvali,
- parc Vaké[26], cimetière de Vaké,
- Stade Lokomotiv (en direction de Baguédi, plein ouest), Académie des Sports, funiculaire,
- Musée ethnographique de Géorgie (68 maisons), ou écomusée,
  - en dessous du Lac Tortue (Kous Tba, accessible par tram aérien Sabourt'alo, depuis l'avenue Chavchavadze), accueillant de nombreux événements culturels, en saison,
  - présentant plusieurs maisons (19e siècle) et installations de diverses régions de Géorgie,
  - et particulièrement deux exemplaires de darbazi, construction à dome pyramidal à ouverture circulaire[27], d'origine ancienne (culture kouro-araxe),

#### Rive gauche: district de Didube-Chughureti
Le quartier de Mardjanichvili, au nord des quartiers anciens de Métékhi et Avlardi, rive gauche de la Koura/Mtkvari :
- autrefois allemand Alexanderdorf (1818)[28], et russe Plékhanov,
- église orthodoxe géorgienne Chugureti St. Astvatsatsin, anciennement arménienne,
- Vagzalis Moédani (gare ferroviaire centrale, 1872), ou Gare centrale de Tbilissi, avec toutes connexions en métro, bus, important centre commercial, tous domaines,
  - Bazroba (marché/bazar central)[29], (alimentation, entretien),
  - Musée Niko Pirosmanashvil[30],[31], juste au sud de la gare, rue Pirosmani, avec une douzaine de copies et son réel logement (de 12 ou 13 mètres carrés),
  - stade Dinamo, quartier Didube,
  - Parc Mushtaid(i) (1830), du chiite mujtahid iranien de Tabriz Mir-Fatah-Agha (?-1892), hôte de l'institut de sériciculture, désormais petite oasis et parc d'attraction pour enfants[32],
  - Musée de la soie State Silk Museum[33] (6 rue Giorgi Tsabadzé, entre le Parc Mushtaidi et le stade Dinamo), intéressant pour les spécialistes,
- Avenue Davit Agmashenebeli (David IV le Reconstructeur), anciennement Avenue Mikheil (1851), puis Avenue Plékhanov entre 1918 et 1988, le grand axe nord-sud,
  - près de deux centaines d'immeubles 1850-1920, Art Nouveau et néo-classicisme, restaurés sur le grand axe, rares immeubles récents (dont Mosaic),
  - dans les rues secondaires, immeubles bas ou avec un étage, nombreuses façades intéressantes, nombreux balcons, cours chargées, parement brique, entretien limité,
  - Ministères (Défense, Éducation),
  - Ambassades ou consulats (Allemagne, Slovénie, Arménie, Bulgarie, Israël),
  - Théâtre du mouvement, ou Kakha Bakuradze's Movement Theatre Tbilisi Georgia (no 184, entrée dans le parc Mushtaidi)[34],
  - Théâtre du drame musical (no 182),
  - Studio des Acteurs de Cinéma Mikhaïl Toumanichvili (no 164), ou Théâtre Toumanichvili[35],
  - Magnetic Meteorological Observatory (1858, no 150), devenu en 1970 Musée des Sciences de Géophysique,
  - Cinéma Apollo (no 135, 1909),
  - Jardin Djansug Kakhélo Garden (no 129),
  - en réfection (no 127, en 2018)),
  - Théâtre de marionnettes ou Tbilisi State Puppet Theatre (no 101, ancien Hôtel Wetzel),
  - Théâtre de la Jeunesse ou Nodar Dumbadze Professionnal State Youth Theatre (no 99)[36],
  - Musée de poupées (no 103-107)[37],
  - Georgian State Museum of Theatre, Music, Cinema and Choreography (1895, 6 rue Kargareteli),
  - en face du 81, rue Saint-Pétersbourg, avec deux librairies discrètes, et lieu de résidence de Bertha von Suttner (1843-1914), prix Nobel de la paix 1905,
  - Institut français de Géorgie (no 75)[38],
  - Entrée du Parc des Roses (no 73, entrée libre)
  - Galerie d'exposition (no 68), Centre d'État de promotion des traditions artisanales, ou The Folklore State Centre of Georgia(2009)[39],
  - façade Mosaïque (no 61, plus de 500 m2) de Zourab Tsereteli,
  - Childrens Theatre Meore Sakhli (The Second Home) (no 54),
  - Université d'État de théâtre et de cinéma Chota-Roustavéli (no 40)[40],
  - partie sud du grand axe, vers la place de Sarrebruck, grande zone piétonne, avec bars et restaurants,
- Place Mardjanichvili, Métro, restaurants,
  - rue Koté Mardjanichvili (en direction du fleuve), transversale de l'Avenue David Agmashenebeli,
  - Théâtre des doigts,
  - Marjanishvili Theatre (no 8, 1930, rouvert en 2006),
- église catholique Saints-Pierre-et-Paul (1870-1877), église russe orthodoxe Alexandre Nevski, église luthérienne (1996-1997, 17 rue Terenti Graneli),
- plus à l'est, après la ligne de chemin de fer, quartier de Svanetisbuni : églises (haut de Terenti Graneli, et rue Gumati), Caucasus University (Aspindza Turn),
  - vers le quartier de Kukia : cimetières,
- plus au sud, en direction des quartiers anciens de Metekhi et Avlabari :
  - quartier de Chughureti, et de l'autre côté de la voie ferrée, celui de Svanetisubani,
  - résidence du Président de la Géorgie,
  - en-dessous, Parc Riké[41], salles de concerts et d'expositions, fontaines dansantes,
    - téléphérique pour Narikala,
    - Pont de la Paix (2010), passerelle piétonnière de 150 mètres, contemporaine (métal, verre, led) entre Roustavéli et Mardjanichvili, et surnommée Always Ultra (toujours plus ou toujours plus loin),

### Autres quartiers
Au XXe siècle, la population continue à s'accroître : 1912 : 300 000, 1939 : 519 000, 1959 : 700 000, 1979 : > 1 000 000, 2017 : > 1 400 000.
Et apparaissent l'architecture soviétique, l'urbanisme planifié, les larges avenues, les logements sociaux, les services de proximité, etc.
Après l'indépendance et les dures années 1990-2000, les autorités recherchent une architecture publique contemporaine, en contraste radical avec l'ancienne, afin de revitaliser l'ensemble.
- Sabourtalo, quartier de grandes avenues et d'immeubles sociaux 1950-1980, outre Véra, rive droite, au nord de Véra et Vaké,
  - métro : Politeknouki (Université Technique d'état), Saméditsimo Instituti (Université médicale d'état),
  - Université Technique, Palais des Sports, Mérab Kostava, Hôtel Adjara,
  - rue de Pékin, avenue Vaja Pchavéla,
  - (rue Noutsoubidzé, plateau de Noutsoubidzé), cimetière de Sabourtalo,
  - Centre national des manuscrits de Géorgie[42](Merab Alexidze street, 1/3),
- nord-ouest, rive gauche : Nadzaladévi, Elektrodépo, Didubé (gare routière centrale), Chiguréti, musée automobile, Gmargele, Gouramichvili, Daradjichvili, Akhmétis Téatri (terminus métro),
- nord-ouest, rive droite : Vashlijvari, Digomi,
- sud-est, rive gauche, après Avlabari : 300 Aragvéli (métro), Issani (métro), Samgori (seconde gare routière, métro), Varkétli (métro),
  - Navtlugi, aéroport, autoroutes 5 et 9,
- sud-est, rive droite, après Sololaki et Abanotoubani : Ortatchala (gare routière), Krtsanisi, Soghanlugi, Phonichala,
- sud-ouest, rive droite, après Polytechnouki : Saméditsimo Instituti ou Université Médicale d'état (métro, 1979), Délissi (métro, 1979),
  - Vaja Pchavéla (métro, 2000), Université d'État (métro, station ouverte le 16/10/2017),
- nord-ouest, rive droite : Lac Lissi,
- nord-est, rive gauche : Vazisdoubani, métro en construction,
- nord et nord-est, rive droite : Gidani, Lac de Tbilissi ou Réservoir (métro en projet), Parc national de Tbilissi.
- À l'extérieur de la ville, deux grands centres commerciaux fonctionnent : Tblisi Mall[43] et East Point[44](à côté de l'hypermarché Carrefour sur la route de l'aéroport).

## Vie nocturne
- Très nombreux bars, dont certains réputés permanents,
- Nombreux casinos : Ieria, Shangri-La, Adjara, Adjara Bet, Astoria Palace, Europe-Bet, Grand Sakartvelo, Vega, Grand...
- Nombreux night-clubs : Bassiani, Khidi, Spacehall, Cafe-Gallery, Nulber 13, Mtkvarze, Safe Club, Success Bar, Hubble, Nine Club, Electrowerk...

## Infos pratiques

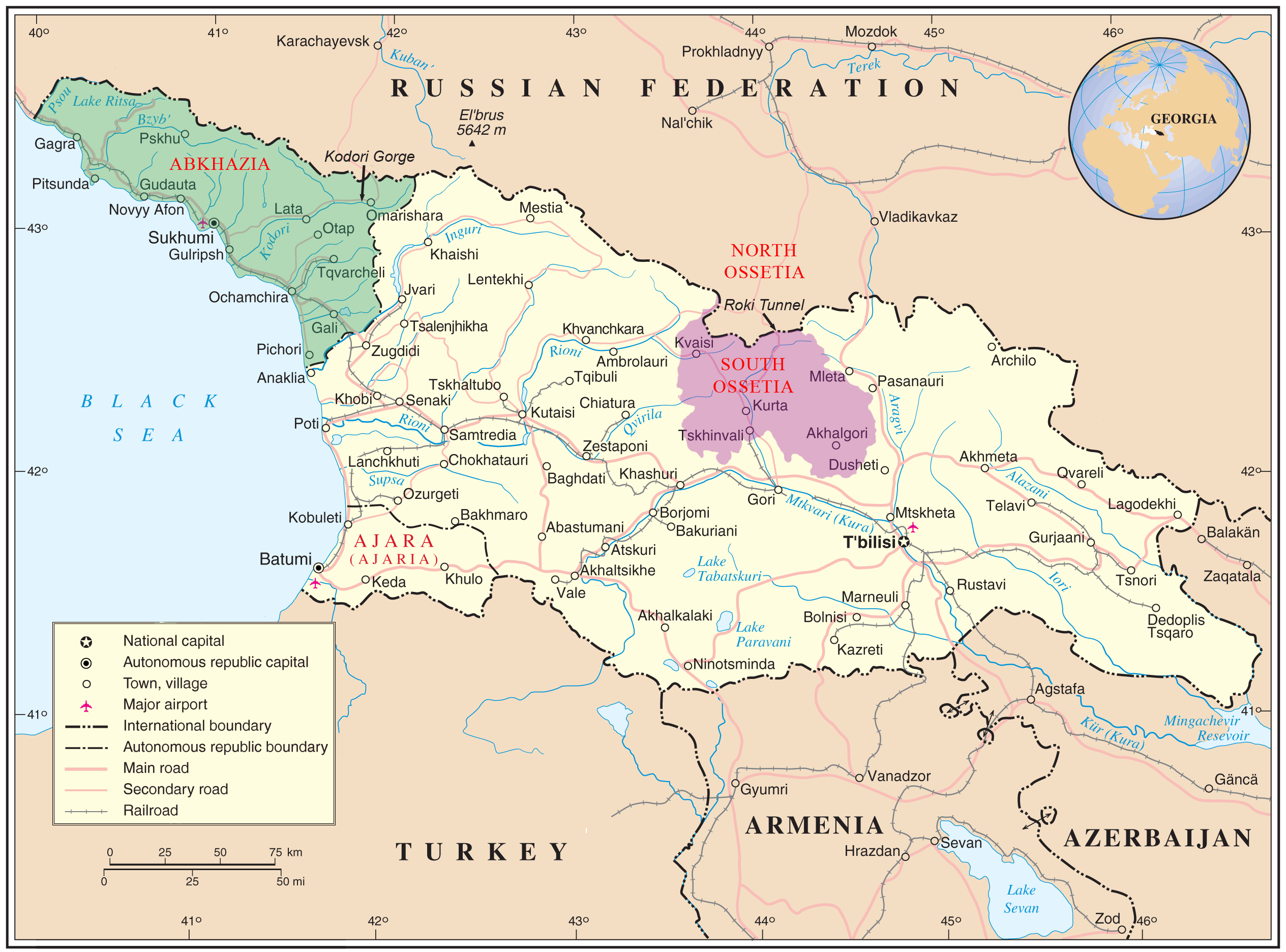
Carte de la Géorgie, y compris les territoires qui ne sont plus contrôlés par le gouvernement géorgien

### Visa d'entrée
Pour les séjours de moins de 12 mois, les personnes ayant la nationalité d’un État membre de l’Union européenne peuvent voyager avec une pièce d'identité (passeport ou carte d’identité nationale) en cours de validité : elles sont exemptées de visa.

### Quelques agences en Géorgie
Les agences suivantes proposent des sites en français ou en français :
- Georgia Voyage : généraliste. Adresse : 14 rue Khertvissi, 0104 Tbilissi. Téléphone : +995 599 25 65 19,
- Georgian Holidays : généraliste. Téléphone : +995 322 184 53.

### Guides francophones
La plupart des guides géorgiens proposent leurs services en anglais, ou en russe, peu d’entre eux parlent français : l’Association des guides de Géorgie mentionnait sur son site, en 2016, 5 guides sur 123 pratiquant la langue française.
Parallèlement à l’emploi de ces guides, les agences géorgiennes font appel à du personnel francophone pour les groupes francophones. De leur côté, les voyagistes français utilisent souvent les services d’accompagnateurs français — au départ de Paris — qui connaissent la Géorgie et assurent la liaison avec le personnel géorgien.

### Conseils aux voyageurs
Le Ministère français des Affaires étrangères donne plusieurs conseils aux ressortissants français voyageant en Géorgie, en matière de sécurité (ne pas se rendre en Abkhazie et en Ossétie du Sud-Alanie, d'entrée de médicaments, de risque sismique et d'expédition en montagne.